# Triopterys
Triopterys är ett släkte av tvåhjärtbladiga växter. Triopterys ingår i familjen Malpighiaceae.
Kladogram enligt Catalogue of Life:
| Triopterys | \| \| Triopterys buchii \| \| \| \| \| \| Triopterys jamaicensis \| \| \| \| \| \| Triopterys paniculata \| \| \| \| \| \| Triopterys rigida \| \| \| \| |
|            | \| \| Triopterys buchii \| \| \| \| \| \| Triopterys jamaicensis \| \| \| \| \| \| Triopterys paniculata \| \| \| \| \| \| Triopterys rigida \| \| \| \| |
|            | Triopterys buchii |
|            | |
|            | Triopterys jamaicensis |
|            | |
|            | Triopterys paniculata |
|            | |
|            | Triopterys rigida |
|            | |